# Eduard Chambon
Eduard Egmund Joseph Chambon (* 23. Juni 1822 in Leipzig; † 3. März 1857 in Prag) war ein deutscher Rechtswissenschaftler und Hochschullehrer.

## Leben
Chambon war der Sohn eines Leipziger Kaufmanns. Er zog mit seinen Eltern 1828 nach Hamburg und danach nach Dresden. Dort besuchte er die Kreuzschule. Nach seinem Schulabschluss ging er 1840 zum Studium der Rechtswissenschaft an die Universität Leipzig. Von dort wechselte er zunächst an die Universität Berlin, an der er unter anderem bei Friedrich Carl von Savigny sowie Georg Friedrich Puchta studierte und auf Rudolf von Jhering traf. Danach wechselte er an die Universität Göttingen. Dort wurde er am 21. Juni 1844 zum Doktor der Rechte promoviert.
Chambon habilitierte sich 1848 an der Universität Jena. Nach einer Zeit als Privatdozent erhielt er dort im November 1850 eine Stellung als außerordentlicher Professor. Daneben war er Beisitzer am Schöppenstuhl. Er verschaffte sich durch seine beiden Monographien einen weitreichenden Ruf auf dem Feld des sich damals entwickelnden modernen Zivilrechts. 1853 erfolgte diesem Ruf entsprechend seine Berufung auf eine ordentliche Professur des Römischen Rechts an die Universität Prag.
Chambon heiratete die Tochter seinen ehemaligen Fakultätskollegen Karl Julius Guyet. Er erkrankte Mitte Februar 1857 an Typhus und verstarb kurz darauf. Sein Leichnam wurde in Begleitung von Professoren und Studenten der Prager Universität nach Jena überführt. Dort wurde er beigesetzt.

## Werke (Auswahl)
- Die Negotiorum Gestio, Hinrich, Leipzig 1848.
- Beiträge zum Obligationenrecht, Mauke, Jena 1851.

Chambon war zudem Mitarbeiter der Österreichische Blätter für Literatur und Kunst.